# Rościszów
Rościszów (niem. Steinseifersdorf) – wieś w Polsce, położona w województwie dolnośląskim, w powiecie dzierżoniowskim, w gminie Pieszyce.
W latach 1973–2015 część Pieszyc, od 1 stycznia 2016 ponownie samodzielna wieś.
W latach 1975–1998 miejscowość należała administracyjnie do województwa wałbrzyskiego.
Rościszów ma charakter sanatoryjno-letniskowym, położony jest w Sudetach Środkowych w Górach Sowich. Rozciąga się u podnóża Wielkiej Sowy wzdłuż kotliny potoku Kłomnicy i drogi wojewódzkiej nr 383. Do połowy XX wieku było tu sanatorium. W budynkach sanatorium mieści się szpital.
W 2018 r. miejscowość jest objęta siecią publicznej komunikacji autobusowej funkcjonującej na obszarze powiatu dzierżoniowskiego, organizowanej przez Zarząd Komunikacji Miejskiej w Bielawie.

## Integralne części wsi
| SIMC    | Nazwa    | Rodzaj    |
| ------- | -------- | --------- |
| 0984433 | Lasocin  | część wsi |
| 0984440 | Padole   | część wsi |
| 0984462 | Potoczek | część wsi |
| 0984485 | Szczytów | część wsi |

## Obiekty
- Kościół – pod wezwaniem św. Bartłomieja z około 1392 r. został przebudowany w wieku XVIII. Obiekt jednonawowy orientowany z niewyodrębnionym w bryle prezbiterium. Wejście do wnętrza kościoła prowadzi przez dużą XIX-wieczną kruchtę i wieżę w osi kościoła. Wieża jest przysadzista, kwadratowa u podstawy, górna część ośmiokątna i zwieńczona stożkowym hełmem. Prezbiterium ze skarpami nakryte jest kolebkowym sklepieniem. Wyposażenie wnętrza jest dość bogate głównie barokowe, m.in. empora przy ścianach bocznych ołtarz główny wykonany około 1730 roku. Z tego okresu pochodzi również ambona z malowidłami przedstawiającymi ewangelistów. Wśród rzeźb z XVIII wieku wyróżnić można św. Jana Nepomucena i błogosławionego Jana Sarkandra. Ponadto zachowało się parę obrazów malowanych na szkle, płaskorzeźby Drogi Krzyżowej oraz piaskowcowe płyty nagrobne – epitafia wmurowane w ściany zewnętrzne kościoła
- Pałac – w centrum Rościszowa z XVIII wieku – okazała budowla dwukondygnacyjna na rzucie lekko załamanego prostokąta z usytuowaną pośrodku niską wieżą zakończoną dzwonowatym hełmem, przykryta dachem mansardowym z lukarnami powiekowymi. Jest to obiekt o wyglądzie barokowo-klasycystycznym, w który w czasie budowy wkomponowano stojący tu wcześniejszy, XVII-wieczny dwór. Pałac w XIX wieku został znacznie przebudowany. Dobudowano wówczas boczne skrzydło i budowle towarzyszące. W latach 70. XX wieku przy przebudowie pałacu łącznie z bocznym skrzydłem na ośrodek wczasowy dokonano wielu zmian konstrukcyjnych które, zatarły większość cech stylowych i detali architektonicznych.
- Park pałacowy – z ciekawymi okazami starodrzewu.
- Park sanatoryjny – rozległy park leśny, z fontanną.
- Pastorówka (obok domu mieszkalnego nr 73) – okazały piętrowy budynek z XVIII wieku przykryty łamanym dachem z oknami w opaskach ze skromnym portalem kamiennym, jest to zachowany fragment zespołu kościoła ewangelickiego. Kościół wzniesiony został w 1785 r. w 1861 r. dobudowano do niego wieżę. Po 1945 r. nieużytkowany popadł w ruinę i został rozebrany.
- Zespół budynków – mieszkalnych i mieszkalno-gospodarczych, o konstrukcji drewnianej lub szachulcowej, o zróżnicowanych formach i wielkościach – od dużych zagród złożonych z kilku obiektów po małe budynki mieszkalno-gospodarcze, należą one do najbogatszych w Górach Sowich. Prawie wszystkie stare budowle zasługują na ochronę konserwatorską. Jednym z cenniejszych jest nr 51 (koło kościoła) – murowano-szachulcowy z XVIII w., przebudowany na przełomie XIX/XX w.
- Budynek sanatorium z 1898 r. – rozczłonkowana, asymetryczna bryła 4-kondygnacyjna z widoczną z daleka wieżą. Całość ma charakter architektury secesyjnej zdobiona licznymi detalami i elementami nawiązującymi do modnego na przełomie stuleci „stylu kurortowego” jak: balkoniki, tarasy, werandy, fragmenty konstrukcji ryglowej, kamienne detale architektoniczne.
- Ruiny piastowskiego zamku z 2 połowy XIII wieku – znajduje się na porośniętym lasem szczycie wzniesienia Grodzisko (535 m n.p.m.). Od leżącej nieco na południe wyższej Góry Zamecznej oddzielony jest przełęczą. Zbudowany został na planie trzech okręgów, z centralnym położonym na szczycie. Zasięgiem obejmuje obszar o powierzchni prawie 1,5 ha. Badania archeologiczne skoncentrowane zostały na jego najwyższej części, która nazwana została zamkiem górnym, w odróżnieniu od dwóch podzamczy. Odkryte w trakcie badań wykopaliskowych obiekty mieszkalne, urządzenia obronne, a także zbiór zabytków ruchomych, wskazuje na to, że warownia funkcjonowała w drugiej połowie XIII wieku. Wielkość założenia oraz stopień ufortyfikowania sugeruje, że było ono własnością książęcą śląskich Piastów. Powstanie zamku wiązać można z intensywną kolonizacją terenów górskich w XIII wieku i chęć zabezpieczenia południowej granicy Śląska od strony Czech. W tym wypadku wchodziłaby w grę ochrona przejścia górskiego na Przełęczy Walimskiej. Nie wiadomo z jakiego powodu zamek został opuszczony.

## Sporty samochodowe
W Rościszowie corocznie odbywają się rajdy samochodowe: Rajd Elmot i Sudecki wyścig górski.